# Телесериалы КНР
Телесериалы Китайской Народной Республики  или китайские сериалы (кит. упр. 中国电视连续剧, пиньинь Zhōngguó diànshì liánxùjù) — телевизионные сериалы производства КНР, в основном, на севернокитайском языке. При трансляции в Китае часто содержат субтитры на севернокитайском языке. Отличают телесериалы, снятые в материковом Китае (КНР) от сериалов Гонконга и сериалов Тайваня. В англоязычном пространстве китайские художественные телесериалы часто называют C-drama (от англ. Chinese television drama), в русскоязычном пространстве также иногда употребляется термин «дорама». В последние годы кроме сериалов, предназначеных для показа по телевидению, в КНР также получили распространение веб-сериалы и мини-сериалы, транслируемые на платформах Tencent Video, Youku, Tudou Bilibili, iQIYI и Доуинь.

## Направления
Выделяют несколько основных направлений по содержанию и реалистичности показываемых событий:
- историческая драма (могут быть экранизацией исторической прозы или самостоятельными произведениями)
  - «реальные люди и реальные события» (真人真事, чжэньжэнь чжэньши) — максимально точно придерживаются принципов исторической достоверности
  - «реальные люди и выдуманные события» (真人假事, чжэньжэнь цзяши) — очень вольная трактовка биографий реальных исторических личностей
  - «выдуманные люди и выдуманные события» (人事两假, жэньши лянцзя) — несмотря на то, что персонажи и события полностью выдуманы, имеют отсылку к неким событиям китайской истории[2].

Характерная особенность этих сериалов — подчёркнутое единство исторического и эстетического духа, поэтому «историческая правда» не может
служить мерилом оценки их художественных качеств и значимости.
- нравоучительная драма
  - молодёжные сериалы с воспитательной составляющей
  - семейная драма
- лёгкие сентиментальные истории (温情讲述, вэньцин цзяншу)
- фантастические/фэнтези — истории о богах, демонах, лисицах и других мифических или сказочных существах, или о людях со сверхспособностями
  - уся / сянься
  - научно-фантастические.

В 1980—1990-х годах в КНР шло обсуждение — можно ли отнести к категории «исторических» сказочные и юмористические фильмы на основе классических литературных произведений. Со временем исторические сериалы стали разделять на два вида: «подлинные» (真说) и «юмористические» (戏说).
Также разделяют сериалы на «костюмные» (古装), «военные» и «современные». К «гучжуан», то есть «в древних костюмах» относят в том числе фэнтези-сериалы и квази-исторические сюжеты о «попаданцах». «Военные» посвящены в основном событиям японо-китайской войны 1937—1945 годов. Такое разделение основывается на принципе производства: требуются ли для сериала особые декорации и костюмы; или же наоборот, для производства сюжетов о современной жизни костюмеры могут привлекать компании по производству одежды, дающие рекламу посредством продакт-плейсмента. В «костюмных» и «военных» используется больше компьютерной графики и спецэффектов.
Исторические фильмы тоже не избегли значительной стереотипизации, которая проявляет себя через отбор событий, достойных экранизации, через интерпретацию фактов и, не в последнюю очередь, через введение в сценарии некоего относительно унифицированного набора персонажей
.
Среди жанровых направлений есть детективы, ужасы, процедурные драмы, в том числе медицинские, мыльные оперы, романтические комедии и т. д., словом, большинство тех же популярных жанров, что и в других странах.

## Идеология
Надзор за содержанием телепередач в КНР осуществляют Отдел пропаганды ЦК КПК и сотрудничающее с ним Государственное управление по делам радио, кино и телевидения КНР (国家广播电视总局).
С началом «культурной революции» в 1967 г. «руководство запретило телевидению показывать „плохие передачи“, которые изображали героев, жизнь в войне, пропаганду мира, романтическую любовь и т. д.», вскоре теледрамы и вовсе перестали снимать. Их производство возобновилось в конце 1970-х годов.
В конце 1990-х годов в КНР были приняты несколько документов, регулирующих телевизионное и радио- производство и вещание. Декларируется «необходимость защиты интересов несовершеннолетних зрителей и политической стабильности КНР».
В 2021 году Государственное управление по делам радио, кино и телевидения КНР добавило в свои правила запрет на «женоподобных мужчин и другую ненормальную эстетику», используя оскорбительный термин «нянпао» (кит. упр. 娘炮, пиньинь niángpào). От создателей теле- и кинопродукции потребовали делать мужских персонажей «более мужественными». Поощряется изображение «превосходной китайской традиционной культуры, революционной культуры и продвинутой культуры социализма».
После 2016 года запрещено показывать однополые отношения на ТВ. При экранизации литературных произведений, содержащих такие отношения как основную сюжетную линию, сценаристы сериалов прибегают к стратегии обхода цензуры «броманс как маскарад».
Все телесериалы проходят несколько проверок и утверждений: на этапах сценария, монтажа, постпродакшена. В отличие от американских и корейских телесериалов, которые часто снимаются «на ходу» и могут оперативно менять сюжет согласно зрительским рейтингам, китайские сериалы должны быть полностью отсняты, смонтированы и утверждены, только после этого разрешается их показ. До недавнего времени это не распространялось на мини-сериалы, транслируемые только через интернет, но в 2024 году Государственное управление по делам радио, кино и телевидения КНР выпустило уведомление о дальнейшем развитии индустрии мини-сериалов, установив систему многоуровневой проверки контента.

### Документальные телесериалы
Одним из инструментов распространения официальной идеологии КПК стали документальные телесериалы. Вышедший в 1988 году на Центральном телевидении Китая многосерийный телефильм «Речная элегия» (河殇, Хэшан) обосновывал необходимость расширения экономических реформ критически подходил к истории и культурной традиции Китая, очевидным образом поддерживая курс тогдашнего главы ЦК КПК Чжао Цзыяна.. Фильм вызвал гневную критику Ван Чжэня. Уже в 1989 году обсуждение этого сериала было запрещено в КНР. Некоторые считают, что критика традиций и пересмотр основополагающих концепций китайской культуры и истории, показанные в «Речной элегии», могли повлиять на умы молодёжи и привести к событиям на площади Тяньаньмэнь. В 2006 году телесериал «Восхождение великих держав» пересматривал мировую историю в свете курса современной китайской внешней политики; этот сериал с интересом смотрели более четырёх миллионов зрителей.

### «Мягкая сила»
По данным Государственного управления по делам радио, кино и телевидения КНР, китайские телесериалы «смотрят более чем в 200 странах и регионах мира». CGTN сообщает, что «по данным китайских властей, с 2012 по 2023 год объём экспорта китайских сериалов вырос с 24 до 70 миллионов долларов». Например, только за 2021 год были проданы права на прокат 714 сериалов.

### Репрезентация этнических меньшинств
Официально в Китае насчитывается 56 национальностей. Основная — ханьцы — составляет примерно 91,11 % населения страны. Хотя большинство жителей южных провинций Китая говорят на китайских языках, значительно отличающихся от севернокитайского языка (например, кантонском, хакка, миньских языках, и т. д.), они рассматриваются официально не как отдельные этнические группы, а как часть ханьцев. Остальные народы обычно называют национальными меньшинствами, их соответственно официально насчитывают 55, хотя на практике многие малые этноязыковые группы объединены с более крупными и реальное число этнических групп заметно выше.
Телесериалы обычно снимают или переозвучивают в студии на севернокитайский язык, который является государственным языком в КНР. При трансляции в Китае часто содержат субтитры на севернокитайском языке. Тем не менее, иногда выходят сериалы, посвящённые жизни отдельных этнических групп в Китае, показанной в позитивном ключе.
Мини-сериал «Мой Алтай» (2024, 8 серий по 40 минут) рассказывает о казахах в Китае, в синьцзянском Алтае. В квази-историческом костюмном телесериале «Шангри-Ла» (2011, 36 серий по 45 минут) действие разворачивается в Тибете в 1930-х годах. Подобные произведения содержат много красивых пейзажей и почти никогда не касаются реальных конфликтов.

## Производство
Множество «костюмных» телесериалов и фильмов снимают в Хэндяне (横店影视城) в провинции Чжэцзян. На территории около 330 га построено множество постоянных декораций и павильонов для съёмок (автономных съёмочных комплексов); площадь самого большого павильона — более 10 тысяч кв. м. Хэндяньский киногород иногда называют «Чайнавуд» (Chinawood) по аналогии с Голливудом.
В список самых высокобюджетных китайских сериалов входят
- «Самый длинный день в Чанъане» (2019) — около 600 млн юаней
- «Легенда о Ян-гуйфэй» (2010) — около 383 млн юаней
- «Внутренний дворец: Легенда о Жуи» (2018) — около 330 млн юаней
- «Легенда о Фэй» (2020) — около 600 млн юаней.

Самым дорогим телесериалом (по состоянию на 2021 год) называют «Повесть о Шаньян» (другое название «Мятежная принцесса») — его стоимость составила порядка 700 млн юаней.

## История

### 1958—1980
Историю телевидения в КНР отсчитывают с 1 мая 1958 года, когда была показана первая экспериментальная телепередача. Её смогли посмотреть владельцы 30 телевизоров, находившиеся в Пекине и его окрестностях. Регулярное телевещание компании «Пекинская телевизионная станция» (в 1979 г. переименованной в Китайскую центральную телевизионную станцию (CCTV)) началось 2 сентября того же года. В том же году в эксплуатацию ввели Шанхайскую и Харбинскую телестанции. Вскоре телевидение стало доступно и в других крупных городах и районах КНР.
Первый телесериал появился на китайском ТВ 15 июня 1958 года. Это была тридцатиминутная пьеса «Вегетарианский пирог», снятая на Пекинской телестудии и переданная в прямом эфире, режиссёр Ху Сюй сконструировал термин дяньшицзюй (电视剧, буквально «телепостановка», «телесериал») по образцу слова гуанбоцзюй (广播剧, буквально «радиопостановка», «радиодрама» или «радиоспектакль»). Все существовавшие на тот момент телестудии Китая активно снимали небольшие телепостановки, которые передавались в прямом эфире из студии. Е. И. Чернышев замечает: «В то время в народе телевидение не случайно называли „маленькое кино“. Кроме новостей, 75 % занимали художественные фильмы и сериалы, а 15 % — телевизионные спектакли».
В начале 1960-х годов развитие телевидения резко замедлилось: политика «большого скачка» и «культурная революция» привели к экономической катастрофе, в 1962 году осталось пять телевизионных станций: в Пекине, Шанхае, Тяньцзине, Гуанчжоу и Шеньяне, а 1 января 1967 г. была прекращена работа Пекинской телестанции, затем закрыты вообще все, кроме Шанхайской. После завершения «культурной революции» Китай смог быстро восстановить сеть телевещания: к 1972 году во всех провинциях, кроме Тибета, работали 32 телестанции.
С 1979 г. Центральное телевидение КНР стало закупать сериалы и другие телепередачи за рубежом. Местным телестанциям также было разрешено закупать телевизионные программы за рубежом. Перед выпуском в эфире передачи подвергали цензуре и дублировали на севернокитайский язык. Китайские зрители увидели сериалы из США, латиноамериканские, тайваньские, гонконгские, японские сериалы.

### 1980—2000
Государственный статус телевизионного производства КНР был закреплён постановлением Министерства телерадиовещания от 24 мая 1996 года «Об организации телевизионной и радиовещательной компании». В 1998 году Министерство радио, кино и телевидения было преобразовано в Государственное управление радио, кино и телевидения, функцией которого является регуляция и надзор за любым бизнесом, связанным с телевидением, радиовещанием и кинопроизводством. В те же годы были утверждены документы, регулирующие порядок лицензирования производства телевизионных драм (1989), цензурные ограничения для импортной телевизионной продукции (1990), для китайских телесериалов (2004), а также для совместного производства телепродукции с иностранными организациями (2007). Нестерова пишет, что «государство монополизировало телеиндустрию, поставив под контроль производство телеконтента, сделав этот процесс подчинённым идеологическим задачам».
В 1981 г. КНР начинает производить собственные сериалы. В период с 1984 по 1989 гг. главные жанры — историческая драма и экранизации классических китайских произведений
- «Новая Звезда» (1986 год, 12 серий)
- «Путешествие на Запад» (1982, 41 серия) — экранизация одноимённого романа
- «Чжугэ Лян» (1985, 14 серий) — по мотивам жизни полководца и государственного деятеля эпохи Троецарствия
- «Описание удивительного из кабинета Ляо» (1986) — экранизация «Ляо-чжай-чжи-и»
- «Сон в красном тереме» (1987, 36 серий) — экранизация одноимённого романа
- «Последний император» (1988, 28 серий).

Все эти сериалы создавались на государственных телестудиях, под строгим контролем отдела пропаганды ЦК КПК. От сценаристов требовалось серьезно относиться к историческим реалиям и литературным особенностям произведения. При этом «серьезность» фактически установила стандарт «качества» для исторической драмы, характеризовавшийся сочетанием литературной точности и нравственного посыла 
В рамках программы Центрального телевидения Китая по экранизации всех четырёх классических китайских романов был экранизирован знаменитый роман «Троецарствие». Съёмки сериала начались в 1990 году и продолжались до 1994 года. Все серии были разбиты на пять групп, каждую из которых снимал собственный режиссёр. Для съёмок батальных сцен было задействовано порядка 40 тысяч солдат НОАК. Из-за того, что сериал снимался четыре года, было много случаев, когда в разных сериях одного персонажа играли разные люди; также были случаи, что один и тот же актёр снимался в нескольких ролях. Продолжительность сериала в окончательном монтаже составила 84 серии по 54 минут. Исследователи полагают, что успех сериала 1994 года «спровоцировал дальнейшее распространение и высокий рост популярности сюжетов Троецарствия, а также оказало художественное влияние на множество других медиа-произведений на основе романа».
Вторым в программе экранизации классики стал сериал «Речные заводи» из 43 серий по 45 минут. Съёмки проходили с апреля 1994 года по март 1997 года, премьера состоялась на Центральном телевидении Китая в январе 1998 года.
Помимо исторических сюжетов, зрителей интересовали и их современники. Сериал «Желание» (1990, 50 серий, режиссёр Лу Сяовэй) снимался в Пекине в течение
10 месяцев и с большим успехом был показан на центральном канале (CCTV); он рассказывает о жизни одной семьи на фоне «культурной революции» и после неё. Сериал «Пекинец в Нью-Йорке» (1993,21 серия, режиссёры Чжэн Сяолун и Фэн Сяоган) снят на основе одноимённой автобиографической книги Цао Гуйлиня. Это был первый китайский телесериал, съёмки которого частично проходили за пределами Китая — в США. Первым китайским ситкомом считается сериал «Редакционные истории» (1991, 25 серий, режиссёр Чжэн Сяолун). Тема отношений разных народов, людей разного происхождения затрагивается в сериалах «Русские девушки в Харбине» (1993), «Шанхаец в Токио» (1995), «Детишки-иностранцы в Пекине» (1995).
В январе 1993 г. доля сериалов на канале CCTV в будни составляла 16,7 %, в выходные увеличивалась до 35,8. Шли сериалы в «подростковое время» (с 15 до 18) и в прайм-тайм (с 19 до 23). 
В 1994 г. в КНР было снято более шести тысяч серий телесериалов; в 1995 г. — больше семи тысяч; в 1996 г. — больше десяти тысяч (Нестерова, Стр 92 и Lu, 2000,
Стр. 25). Эта тенденция в общих чертах сохраняется и в следующем десятилетии.
В 1999 году на экраны КНР вышел исторический сериал «Эра „Юнчжэн“», рассказывающий о событиях первой половины XVIII века, который стал одним из самых популярных сериалов 1990-х и вошёл в классику китайских исторических сериалов.

### 2000—2020
На волне успеха сериала «Эра „Юнчжэн“» в 2001 году был снят его приквел «Эра „Канси“», посвящённый отцу главного героя, а в 2002 году сиквел «Эра „Цяньлун“», рассказывающий о жизни и правлении сына главного героя. Также в 2001 году был снят спин-офф «Ли Вэй служит чиновником», где были частично задействованы те же самые актёры в тех же самых ролях, однако главным героем стал один из второстепенных персонажей исходного сериала (в последующие годы у этого сериала также было выпущено несколько продолжений).
В 2004 году вышел совместный китайско-монгольский исторический проект «Чингисхан», он состоял из 30 серий по 45 минут, режиссёром был Ван Вэньцзе. В основу сценария легло известное «Сокровенное сказание монголов».
В 2010 году вышел 26-серийный комедийный боевик совместного производства КНР и России «Последний секрет Мастера», режиссёры И. Прокопенко и Ю Сяоган.
В конце XX — начале XXI века Китай испытал на себе силу корейской волны: южнокорейские телесериалы стали очень популярны. Это вызывало недовольство как в партийных кругах, так и среди сотрудников китайского телевидения. Государственное управление по радиовещанию, кино и телевидению Китая заявило, что «Пекин стал слишком щедр на импорт южнокорейских телесериалов», и призвало к более строгому процессу отбора и цензуры импортируемой медиапродукции, предложив сократить эфирное время для корейских сериалов на 50 %. Центральное телевидение Китая (CCTV) заявило, что будет сокращать время, выделенное для корейских телесериалов, после и Пекинское телевидение объявило, что начнёт выпускать в эфир больше сериалов из Гонконга и Тайваня. Китайские телеканалы также увеличили усилия для производства собственных телесериалов, ориентируясь как на традиционные показы по ТВ, так и показы на набирающих популярность внутрикитайских стриминговых сервисах.
В 2015 году вышел 54-серийный «Список Ланъя» по одноимённому веб-роману Хай Янь, он не основан на реальных исторических событиях, но отсылает к VI веку, к временам войн между государствами Северная Вэй и Южная Лян. Показывали его каналы Дракон ТВ и Пекин ТВ. В основе лежит идея восстановления справедливости законным путём. Запутанный напряжённый сюжет, красивые декорации и отличная игра актёров обеспечили сериалу не только хорошие рейтинги в Китае, но и показы в США, Канаде, Южной Корее, Сингапуре и Малайзии. В 2017 году вышел сиквел— «Ветер поднялся в восточном лесу».
В 2016 году вышел сериал «Влечение», также известный как «Героин»: китайское название (кит. 上瘾, пиньинь Shàngyǐn) представляет собой игру слов из имён главных героев. В основе сюжета — однополые любовные отношения двух старшеклассников. Популярность сериала и его последующий запрет привлекли внимание к табуированной теме гомосексуальности в материковом Китае.
Стали набирать популярность костюмные сериалы в жанре фэнтези, например «Путешествие Цветка» (2015 год) и «Три жизни, три мира: Десять ли персиковых цветков» (2017). Сериал «Ледяная фантазия» по роману Го Цзинмина «Город грёз». Съёмки проходили с августа 2015 года по конец февраля 2016 года; основные натурные съёмки проходили в Чифэне, во Внутренней Монголии. Сериал, показ которого начался 24 июля 2016 года на телеканале HBS; было создано 62 серии в первом сезоне. Право на показ также купил сервис Viki и 7 китайских видео-порталов: Tencent, iQIYI, Youku, LeTV, Mango TV, Sohu and PPTV. Сериал также был показан по филиппинскому каналу DZBB-TV и индийскому стриминговому видеосервису MX Player. Сериал получил несколько премий, в частности премию китайского телевидения (также известную как «China TV Drama Awards») в номинациях «лучшая актриса телесериала» (Виктория Сун) и «лучший актёр телесериала» (Ма Тяньюй), а кроме того был назван «самым обсуждаемым сериалом в Weibo».
58-серийный «Три жизни, три мира: Десять ли персиковых цветков» набрал в общей сложности более 50 миллиардов просмотров (включая ТВ-показы и интернет).
Социальные проблемы Китая телесериалы отражают «в правильном ключе»: сериал «Во имя народа», вышедший в 2017 году, рассказывает о борьбе с коррупцией. Честный прокурор борется с нечестными чиновниками и криминальными элементами. Действие происходит в вымышленном городе. Как прокомментировала The New York Times на китайском языке, «суть сериала в том, что борьба с коррупцией может осуществляться только сильным правительством, а не демократическими выборами или свободной прессой».
В 2018 году на телеканале «Цзянсу ТВ» был показан ещё один фэнтези-сериал — «Удушающая сладость, заиндевелый пепел», 63 серии, в основе сюжета романтическая линия. Получив хорошие просмотры в Китае, получив несколько местных наград в Китае, а также награду в Южной Корее (Seoul International Drama Awards или 서울 국제 드라마 어워즈); он был продан для показа в других странах сервису Netflix. Считают, что первую серию посмотрели более 100 миллионов человек, а всего сериал набрал более 15 миллиардов просмотров.
В 2019 году вышел сериал в жанре сянься «Неукротимый: Повелитель Чэньцин», основанный на романе Мосян Тунсю «Основатель тёмного пути». Он снимался в Хэндяне (横店影视城) в провинции Чжэцзян и в провинции Гуйчжоу. Предпроизводство сериала заняло два с половиной года, включая написание и доработку сценария, а также создание декораций, а съёмки прошли с апреля по август 2018 года. Из-за цензуры в Китае гомосексуальные отношения главных героев из оригинального романа в сериале были заменены на «романтическую дружбу» и «броманс».
Сериал выходил на Tencent Video с 27 июня по 20 августа 2019 года. 20-серийная версия дорамы вышла на WeTV начиная с 25 декабря 2019 года. Показ в России начался с 27 октября 2020 года на официальном Youtube-канале WeTV Russia с русскими субтитрами. Сериал получил популярность у зрителей (уже в мае 2020 года сериал собрал в общей сложности 8 миллиардов просмотров на Tencent) и хорошие отзывы у критиков. Сериал приобрели телеканалы Южной Кореи, Японии и Сингапура. Через платформу WeTV сериал показывается в Таиланде, Вьетнаме и Индонезии. Также он транслируется на платформах Viki, ODC и YouTube. Netflix показывает его в Северной и Южной Америке, Европе, Австралии, Филиппинах и Индии. На волне успеха телесериала выпущены два спин-оффа, раскрывающие линии второстепенных персонажей.
В 2018 году вышел «Сад падающих звёзд» о современных китайских студентах. Несмотря на то, что он является ремейком японского сериала «Мальчики краше цветов» по одноимённой манге и перезапуском одноимённого тайваньского телесериала 2001 года, сериал 2018 года относят к «нравоучительной драме».
48-серийная дорама «Арсенал военной академии» вышел в 2019 году. Ориентирован на молодёжную аудиторию. В центре сюжета романтическая линия и «гендерная интрига». Вымышленные события происходят в годы сразу после Синьхайской революции. Показывался по iQIYI. Исполнители главных ролей Бай Лу и Сюй Кай получили несколько премий как «лучшая актриса телесериала» и «лучший актёр телесериала» соответственно.
В 2020 году вышел ещё один сериал с историческими отсылками к реальным событиям — «Сыщик династии Мин» («14-й год правления императора Чэнхуа») по роману Мэн Сиши. Действие происходит в эпоху Мин, главные персонажи: чиновник шестого ранга, командир императорской стражи и императорский евнух— объединяют усилия, чтобы раскрыывать преступления. Евнух при этом является отсылкой к реальному историческому лицу — Ван Чжи.
Также в эти годы снималось много лёгких сентиментальных историй, молодёжных нравоучительных сюжетов и семейных драм.
| Название                                                               | Год выпуска | В главных ролях                                     | Количество серий | Количество просмотров |
| ---------------------------------------------------------------------- | ----------- | --------------------------------------------------- | ---------------- | --------------------- |
| «Дочь наложницы: история Мин Лань» 庶女明兰传                          | 2018        | Чжао Лиин, Чжу Илун, Фэн Шаофэн                     | 73               | 14,4 миллиарда        |
| «Удушающая сладость, заиндевелый пепел» 香蜜沉沉燼如霜                 | 2018        | Ян Цзы, Дэн Лунь, Ло Юньси                          | 63               | 16,45 миллиарда       |
| «Список архива Ланъя»                                                  | 2015        | Ху Гэ, Лю Тао, Ван Кай                              | 54               | 19,04 миллиарда       |
| «Путешествие Цветка» 仙侠奇缘之花千骨                                  | 2015        | Уоллес Хо, Чжао Лиин                                | 58               | 22 миллиарда          |
| «Нефритовая династия» 青云志                                           | 2016        | Ли Ифэн, Чжао Лиин                                  | 58               | 25,4 миллиарда        |
| «Принцесса Вэйян» 锦绣未央                                             | 2016        | Тиффани Тан, Ло Цзинь                               | 54               | 28,2 миллиарда        |
| «Легенда о Миюэ» 芈月传                                                | 2015        | Сунь Ли, Лю Тао, Ма Су                              | 81               | 29,49 миллиарда       |
| «Воин судьбы» 择天记                                                   | 2017        | Лу Хань, Гулиначжа                                  | 52               | 30,35 миллиарда       |
| «Легенда о Чу Цяо» 特工皇妃楚乔传                                      | 2017        | Чжао Лиин, Линь Гэнсинь, Шон Доу, Ли Цинь, Дэн Лунь | 58               | 48,8 миллиарда        |
| «Три жизни, три мира: Десять миль персиковых цветков» 三生三世十里桃花 | 2017        | Ян Ми, Марк Чао                                     | 58               | 50 миллиардов         |

### 2021—настоящее время

#### Вертикальные видео
С распространением смартфонов, соцсетей и сервисов онлайн-просмотра, большую популярность набирают мини-сериалы, снятые для «вертикального просмотра видео», где продолжительность серии может составлять одну или полторы минуты.

#### Новые предписания
В 2020 году Государственное управление по радиовещанию, кино и телевидению КНР выпустило предписание, что продолжительность телесериала не должна превышать 40 серий. Также были установлены ограничения на размер гонораров актёров за их роли.
В связи с тем, что интернет становится основным способом просмотра телесериалов, мини-сериалов и даже «микро-сериалов», Госуправление по радио, кино и телевидению выпускает «отраслевые стандарты для вещательного телевидения и онлайн-аудиовизуальных услуг», регулирующие как технические, так и содержательные моменты. «Global Times» сообщает, что «…с ноября 2022 года NRTA посвятила три месяца организации и реализации специальных усилий по исправлению мини-программ онлайн-микродрам, что дало положительные результаты. К 28 февраля было удалено более 25 300 микродрам, включающих 1 365 004 эпизода, содержащих порнографический, вульгарный или жестокий контент. Кроме того, было удалено 2 420 мини-программ с контентом, нарушающим правила.»

### Комментарии
1. ↑  Е. И. Нестерова пишет, что в КНР телепередачи, созданные на центральном телевидении, шли на севернокитайском языке, в Гонконге — на английском и кантонском языках, на Тайване на севернокитайском (при этом субтитры записывались традиционными иероглифами, а не упрощёнными, как на материке) и тайваньском хокло. Кроме того, разной была степень присутствия и участия государства и, следовательно, государственного регулирования в телеиндустрии. В связи с этим представляется обоснованным рассматривать не «китайский сериал» вообще, а «гонконгский», «тайваньский» и «материковый» инварианты китайского сериала[1].
2. ↑  В 2012 году сервис Tudou был поглощён сервисом Youku.
3. ↑  А. С. Исаев пишет: «В фильме анализируются традиционная китайская культура и её влияние на старое застойное китайское общество. Едва появившись, этот нестандартный фильм вызвал бурные дискуссии среди китайских интеллектуалов, а в европейских и североамериканских странах поспешили заявить, что шестисерийная лента содержит скрытую критику системы, а потому является диссидентской. Мне такое утверждение кажется преувеличением хотя бы потому, что по российским стандартам его, скорее всего, отнесли бы к «перестроечным», ибо в фильме делается попытка разобраться в том, как развиваться дальше, и что при этом мешает. Фильм подвергся серьёзной критике в «высоких» кабинетах страны. Но когда через короткое время ленту показали в Гонконге и на Тайване, она и там вызвала острейшие дебаты, и многие антикоммунистически настроенные тайваньцы и сянганцы резко критиковали «Хэ шан» за «нападки на традиционную китайскую культуру и конфуцианские ценности». Как бы то ни было, фильм оставил заметный след в истории китайского кинематографа, свидетельствуя о многогранности и разноликости китайского кино.»  А. С. Исаев. Указ. соч. С. 22—23.